# Babelomurex neocaledonicus
Babelomurex neocaledonicus is een slakkensoort uit de familie van de Muricidae. De wetenschappelijke naam van de soort is voor het eerst geldig gepubliceerd in 2001 door Kosuge & Oliverio.